# 聖日內維耶圖書館

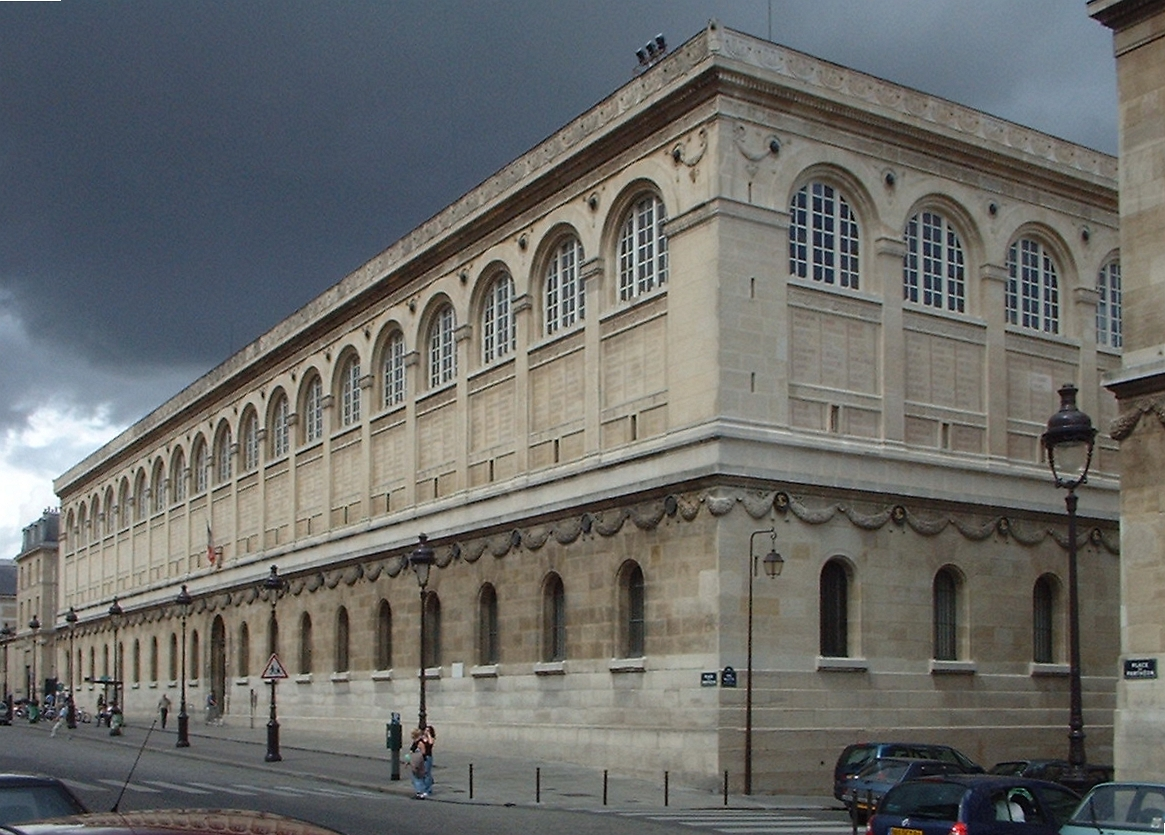
聖日內維耶圖書館

聖日內維耶圖書館（法語：Bibliothèque Sainte-Geneviève）是位於法國首都巴黎的一座大學圖書館。聖日內維耶圖書館收藏有約200萬份文件。

## 外部連結
- Official website （页面存档备份，存于）（法文）
- http://archive.org/details/bibliothequesaintegenevieve

48°50′49.5″N 2°20′45″E / 48.847083°N 2.34583°E